# Graptomyza jacobsoni
Graptomyza jacobsoni är en tvåvingeart som beskrevs av Meijere 1911. Graptomyza jacobsoni ingår i släktet Graptomyza och familjen blomflugor. Inga underarter finns listade i Catalogue of Life.